# Historia Biecza
Biecz – miasto w województwie małopolskim, położone nad rzeką Ropą, na jednym ze wzgórz Pogórza Karpackiego.
Prawa miejskie ma od XIII wieku. Do połowy XVI wieku był jednym z największych miast w Polsce. Przeżył rozkwit w XIV i XV wieku, dzięki posiadaniu statusu miasta królewskiego, zaś od XVII w. zaczął podupadać. Współcześnie Biecz jest niewielkim, zabytkowym miasteczkiem o walorach turystycznych.

## Historia

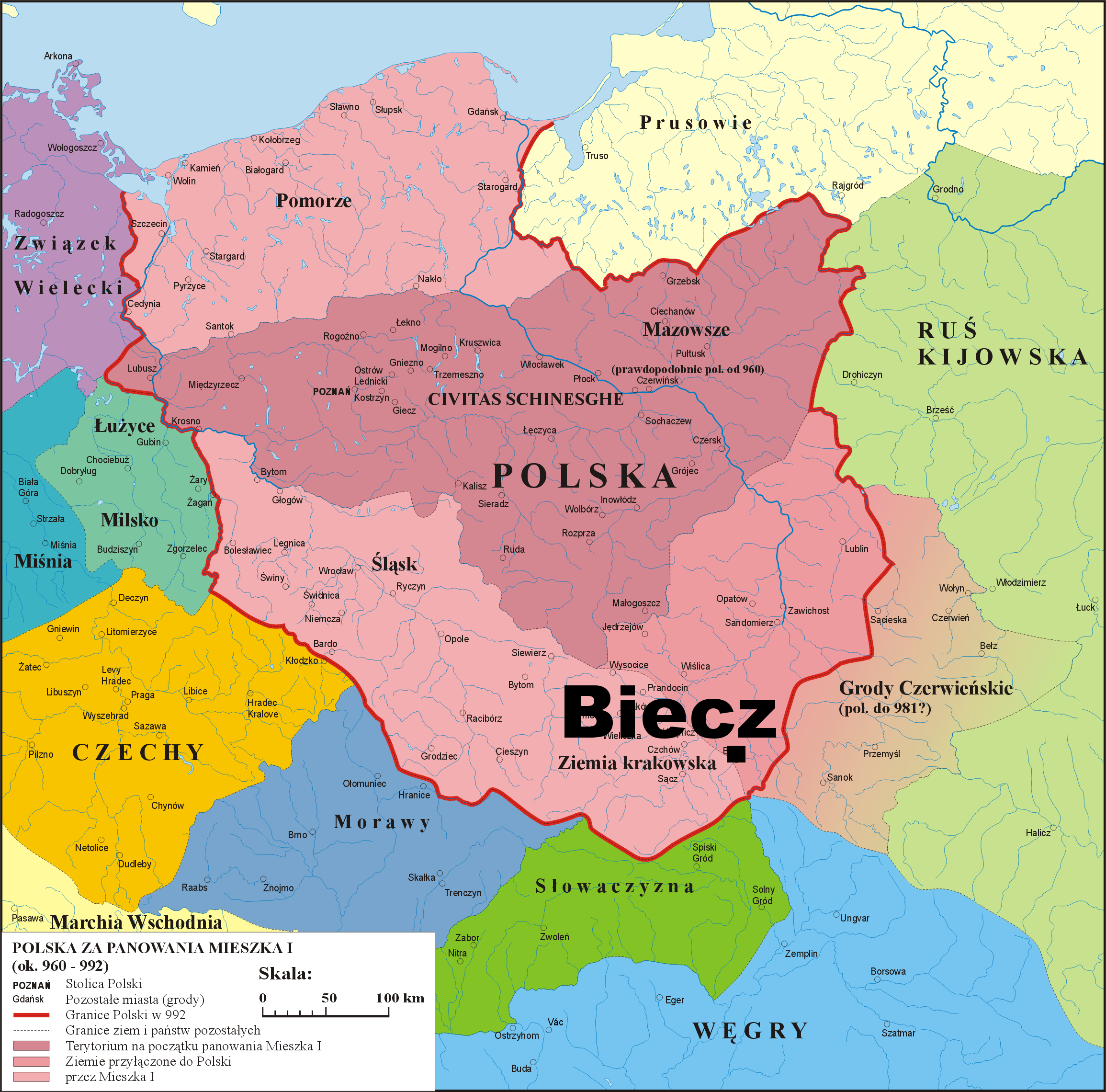
Położenie Biecza na mapie Polski w X w.

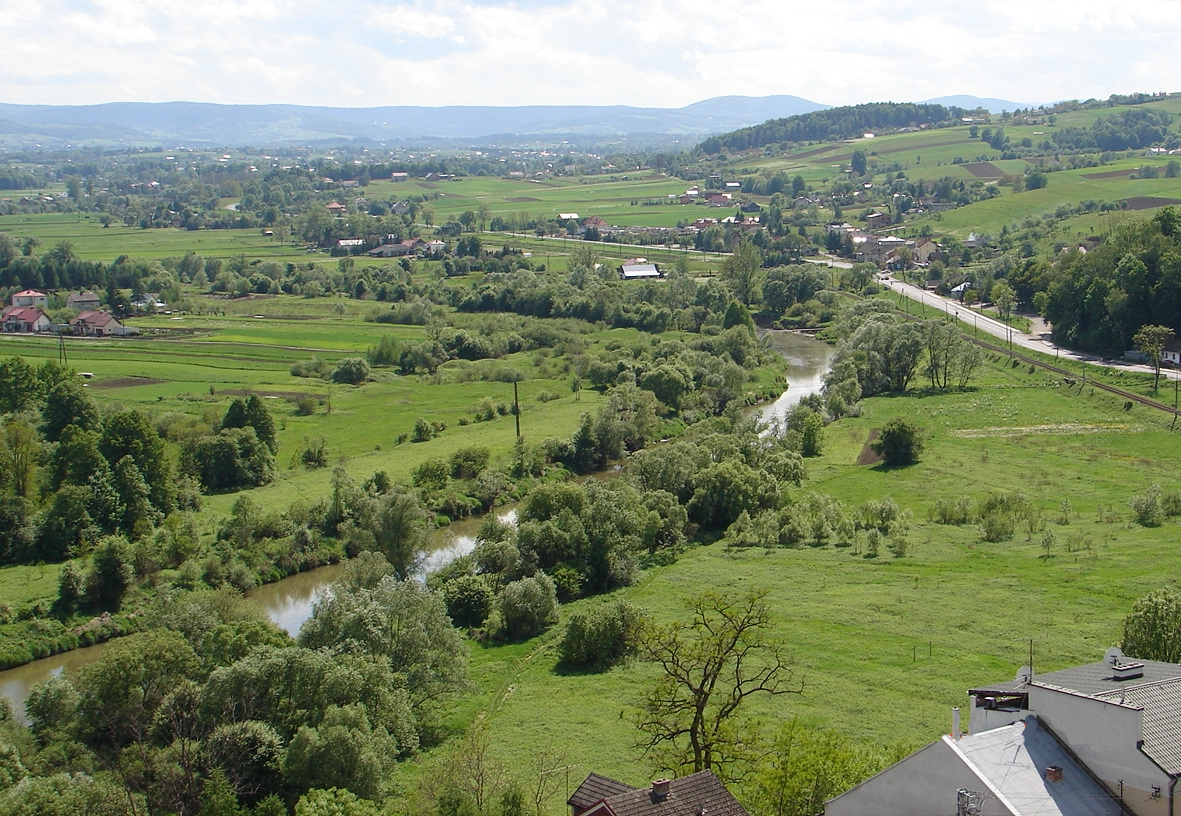
Rzeka Ropa

### Starożytność
Tereny, na których powstał i rozwijał się Biecz, były zamieszkiwane przez człowieka już w czasach neolitu, czyli ok. 4500 lat p.n.e. Świadczą o tym m.in. toporki i siekierki kamienne wykopane w samym Bieczu i jego okolicach. Biecz był zamieszkiwany także w okresie kultury łużyckiej (ok. 1200 p.n.e.), co potwierdzają fragmenty ceramiki z tamtych czasów, odnalezione na górze zamkowej w czasie prac archeologicznych w 1961. Przez te tereny w okresie od II do V w. n.e. biegł ważny szlak handlowy, o czym świadczą znalezione monety bizantyńskie i rzymskie.

### Wczesne średniowiecze
Najprawdopodobniej już w IX w. na wzgórzu zamkowym istniał gród wraz z osadą służebną. Na tym wzgórzu w XIII w. wybudowano zamek, jeden z trzech w Bieczu. Pierwsze wzmianki o Bieczu, w których wspominany jest kościół i ziemia biecka, znajdują się w kronice Thietmara z Merseburga i pochodzą z XI w. (ok. 1012–1018). W 1184 Kazimierz Sprawiedliwy nadał dziesięciny w ziemi bieckiej kolegiacie św. Floriana w Krakowie. Informacja o bieckim kasztelanie Mikołaju (Nicolaus de Beycz) znajduje się w dokumencie z 1243. Informacje o kolejnym kasztelanie (Bronisius de Begech) można też znaleźć w dokumentach z 1257.
Gród pełnił funkcję strategiczną, gdyż leżał blisko granic Polski – był zarówno dobrym miejscem przygotowań przed atakiem na wrogie państwa, jak i dogodnym punktem oporu. Gród spełniając funkcję strategiczną był ośrodkiem wymiany gospodarczej. Posiadał korzystne warunki rozwoju ze względu na dogodne położenie na skrzyżowaniu dróg handlowych ze wschodu na zachód (na Ruś Halicką) i z południa na północ (na Węgry).

### Biecz jako miasto
Osada otrzymała prawa magdeburskie prawdopodobnie w 1257. Akt ich nadania nie zachował się, nie wiadomo zatem kiedy i przez kogo zostały nadane. Lokację Biecza przypisuje się jednak Bolesławowi Wstydliwemu, który prowadził bardzo ożywioną akcję kolonizacyjną. W czasie jego panowania nad ziemią Krakowską i Sandomierską spora liczba miast otrzymała lokację na prawie magdeburskim, w tym także Biecz. Prawo to potwierdził Kazimierz Wielki w 1363, ponownie lokując miasto na prawie magdeburskim. Potwierdziła to także św. Jadwiga Królowa i następni panujący. Począwszy od XIV w. ożywiały się międzynarodowe stosunki handlowe, szczególnie z Bardiowem leżącym po drugiej stronie Karpat.
Z końcem XIII w. król Wacław II oddał miasto biskupowi krakowskiemu Janowi Muskacie w zamian za wieś Kamienicę (Nowy Sącz). Zamianę król potwierdził dokumentem z dnia 24 marca 1303 ustanowionym w Pradze. Biskup krakowski zachował tylko prawo patronatu nad kościołem św. Wojciecha i drugim, filialnym. Jesienią 1306 miasto i zamek odebrał Władysław Łokietek, bez sprzeciwu mieszkańców. Od tego czasu, aż do I rozbioru Polski, należało do Korony.
Początkowo miasto było obwarowane wałami ziemnymi. Murami otoczone zostało najpóźniej w XIV w., czego pośrednim dowodem jest dokument z 1399 wydany przez Władysława Jagiełłę, który zobowiązywał mieszczan do robót przy naprawie murów. Mury zostały rozbudowane w XVI i na początku XVII w., kiedy to wzmocniono je 17 basztami i wieżami.

### Złote czasy Biecza
Szczególną opieką otoczył miasto Kazimierz Wielki. W 1361 nadał mu pozwolenie na budowę postrzygalni, wagi i kramów solnych, które były poważnymi źródłami dochodów. Kolejnym przywilejem było zwolnienie Biecza od opłat handlowych. Dodatkowo król zezwolił na urządzanie dorocznych tygodniowych jarmarków, ustanowionych na św. Piotra i św. Pawła. Miasto uzyskało też zaplecze gospodarcze w postaci dochodów z okolicznych wiosek.
Czasy Jagiellonów są okresem dalszego rozkwitu miasta. Nadanie licznych przywilejów oraz dogodne położenie korzystnie wpływały na jego szybki rozwój. Kazimierz Jagiellończyk zezwolił zbudować blech i wodociągi miejskie. Przywileje następnych panujących m.in. zwalniały mieszkańców od płacenia ceł na ważniejszych komorach celnych. Ważne było też wprowadzenie tzw. przymusu drożnego – obowiązku przejeżdżania przez Biecz kupców z towarami. Obowiązek ten wprowadził Ludwik Węgierski w 1372 na trasie na Ruś Halicką.
Wraz z rozwojem gospodarczym wzrastała także liczba mieszkańców. Już pod koniec XIV w. Biecz wraz z przedmieściami zamieszkiwało ponad 3000 osób, dzięki czemu stał się on jednym z największych miast polskich.

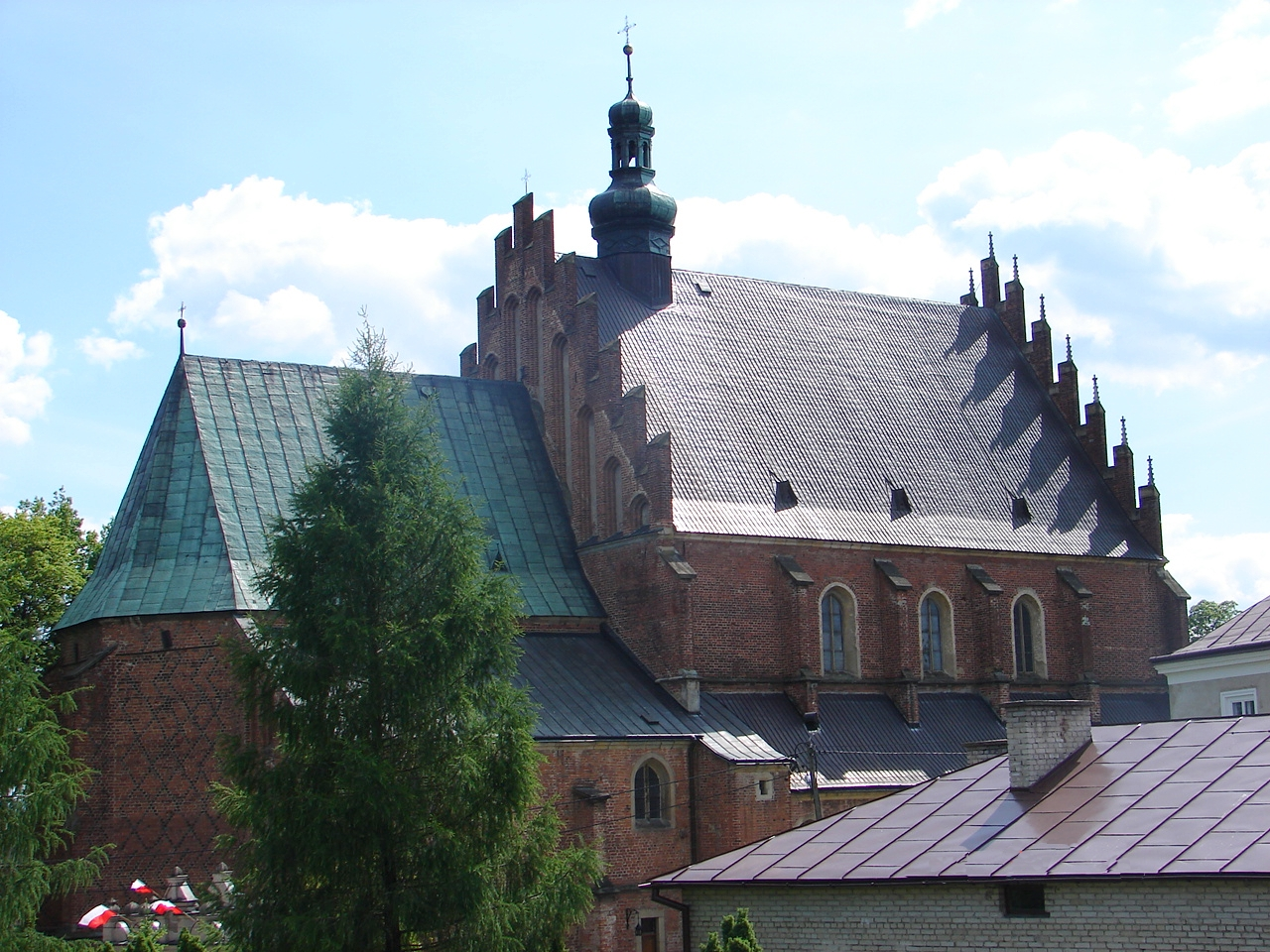
Kościół Bożego Ciała

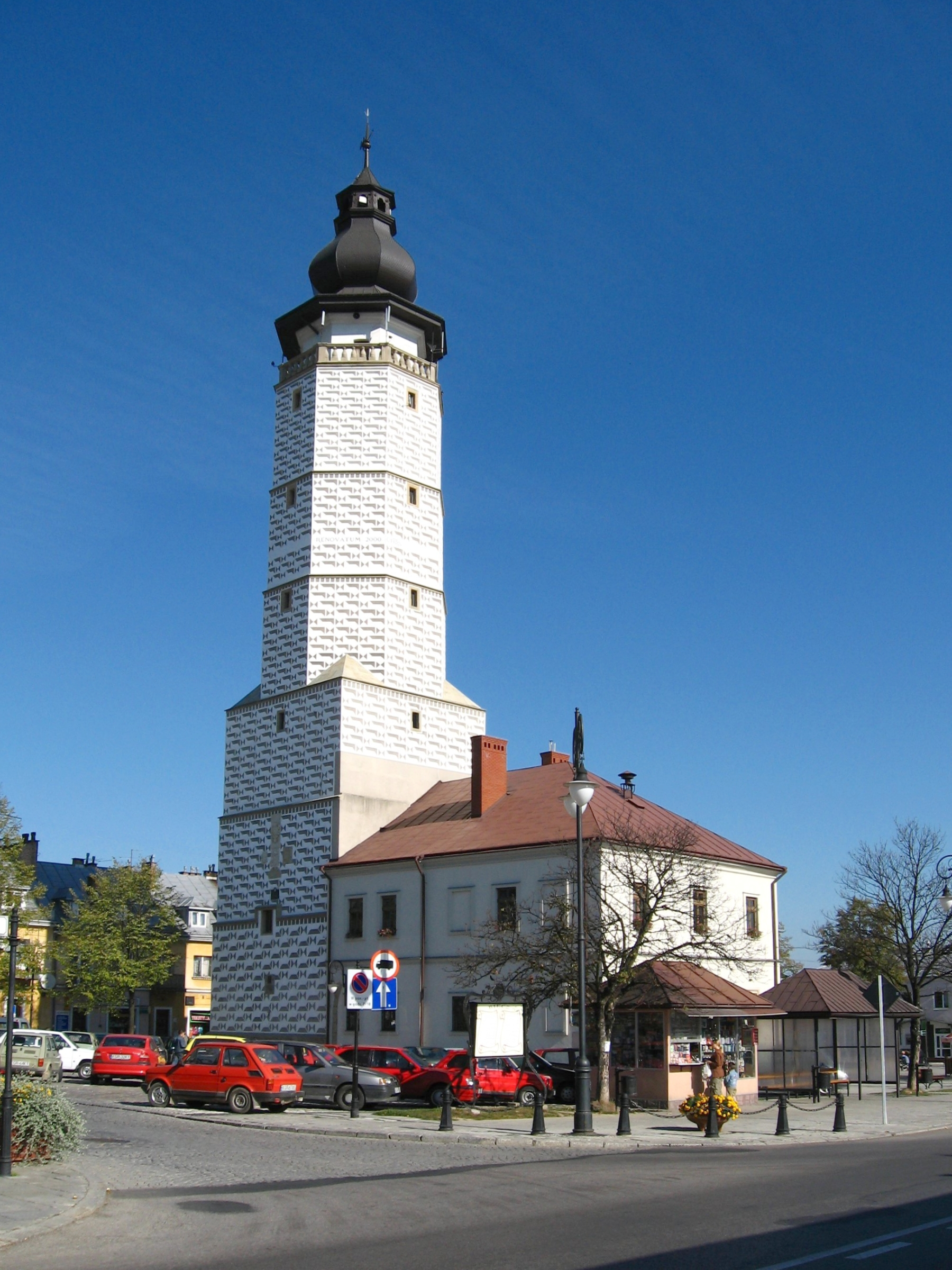
Biecki ratusz

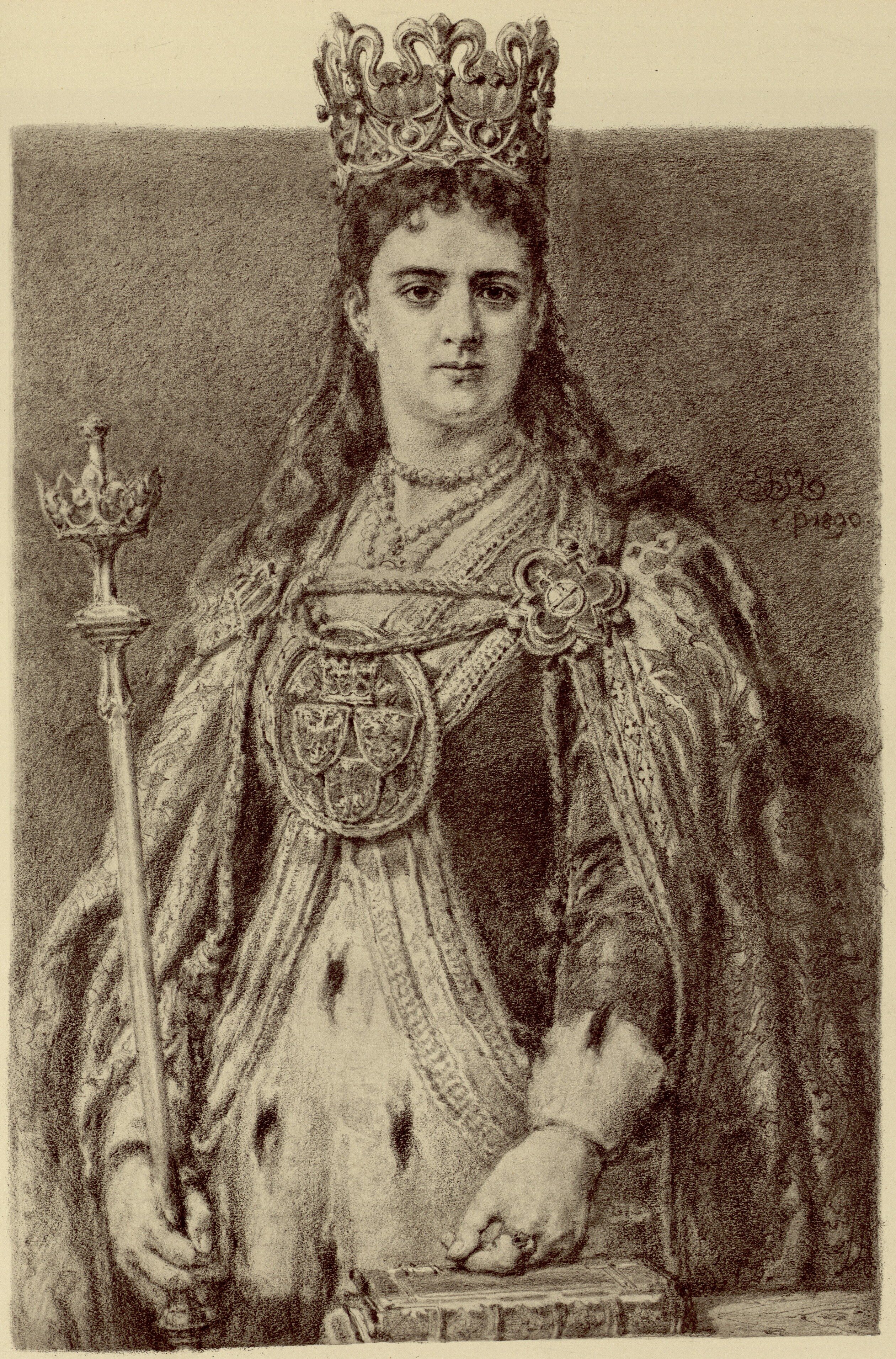
królowa Jadwiga – częsty gość w Bieczu, fundator Szpitala Św. Ducha

Biecz pełnił także funkcję ośrodka administracyjnego i sądowniczego. Był siedzibą kasztelanii, która prócz funkcji obronnej była ośrodkiem życia gospodarczego i sądownictwa dla dużych połaci terenów Podkarpacia. Gdy zaczęła ona tracić w XIV w. swoje dawne znaczenie i zaistniała potrzeba reorganizacji administracji i sądownictwa. W drugiej połowie XIV w. w województwie krakowskim powstało sześć powiatów, w tym rozległy powiat biecki. W Bieczu zostały zlokalizowane sądy grodzkie i ziemskie. Obok Krakowa i Nowego Sącza miasto było siedzibą sądu wyższego prawa magdeburskiego. O jego znaczeniu świadczy wymienienie go wśród innych miast w 1374 w pakcie koszyckim:
„Obiecujemy również zamków i miast Królestwa naszego, w których znajdują się urzędy i stolice sadowe, jako to: Kraków, Biecz, Sącz, Wiślica, Wojnicz w ziemi krakowskiej, Sandomierz, Zawichost, Lublin, Sieciechów, Łuków, Radom w ziemi sandomierskiej; zamek łęczycki w ziemi łęczyckiej; Sieradz i Piotrków w ziemi sieradzkiej; Brześć, Kruszwica, Inowrocław w ziemi kujawskiej; Poznań, Międzyrzec, Zbąszyń, Kalisz, Nakło, Konin i Pyzdry w Wielkopolsce – nie dawać nikomu innemu, jak tylko ziemianom albo starostom tego Królestwa. Wszelkie zaś inne zamki my i następcy nasi będziemy mieli moc nadawania cudzoziemcom lub komu zechcemy.”
O formowaniu się starostwa bieckiego w drugiej połowie XIV w. wiadomo niewiele. Pierwszy notowany starosta nosił nazwisko Drago. Starostwo było własnością króla, w którego imieniu rządził starosta. Oni traktowali swój urząd jako znaczne źródło dochodu. Starostwo bieckie miało dość silne zaplecze ekonomiczne. W 1581 należało do niego 23 wsie powiatu bieckiego i folwark. Starostwo pobierało także różne dochody z podatków oraz niektórych rzemiosł. Starosta urzędował w grodzie, który wznosił się w miejscu, gdzie obecnie znajduje się klasztor franciszkański. W 1641 siedzibę starostwa przeniesiono do budynku wójtostwa, która była już ostatnią siedzibą starostów bieckich.
XIII-wieczny zamek zbudowano w pewnej odległości od miasta. Został on rozebrany w 1475 za sprawą Kazimierza Jagiellończyka.
W 1624 został do Biecza sprowadzony zakon reformatów. Dokonał tego o. Hipolit Łowicjan z klasztoru zakliczyńskiego, głównie dzięki pomocy kaznodziei bieckiego ks. Piotra Zielonackiego oraz wielu fundatorów. Początkowo klasztor był położony nad brzegiem rzeki Ropy, ale w 1651 został przeniesiony bliżej centrum, gdzie stoi do dziś. Po przeprowadzce wielka powódź zalała poprzednią siedzibę zakonu.
W XV i XVI w. powstawało wiele obiektów architektonicznych o charakterze publicznym oraz okazałych kamienic mieszczańskich.
Szpital Świętego Ducha w Bieczu powstał przede wszystkim z inicjatywy św. królowej Jadwigi – w mieście liczącym już ponad 3000 mieszkańców taka instytucja okazała się niezbędna. Początek szpitalowi dał dokument wydany w Krakowie 25 lipca 1395. Napisano w nim, że królowa Jadwiga zgadza się na budowę, uwalnia od podatków 2 łany pod miastem i folwark w Libuszy z 3 stawami rybnymi, stanowiące uposażenie, a nadto ofiaruje pod szpital plac koło murów, gdzie niegdyś stał jeden z trzech zamków bieckich, zniszczony w czasie pożaru w 1388. Następni królowie zwiększyli uposażenie szpitala. Ogólnie przyjmuje się, że uposażenie to było jednym z największych w kraju.
W Bieczu istniało także dużo kościołów. W czasach świetności miasta istniało ich aż siedem. Do najcenniejszych zabytków architektury sakralnej należy kościół parafialny św. Piotra i św. Pawła. Najstarszą jego częścią jest prezbiterium zbudowane przed 1480. Z zapisków w rejestrze zabytków Królestwa Polskiego wynika, że budowę rozpoczęto już w 1326. Obecną nawę główną postanowiono dobudować pod koniec XV wieku. Nawy główna i boczne zostały ukończone w 1519. Kaplice zostały dobudowane w latach 1521–1560. Cennym zabytkiem jest późnorenesansowy wielki ołtarz wykonany przed 1604.
Kolejnym ważnym zabytkiem jest ratusz. Pierwotna jego wieża runęła w 1569, zaś obecna została wzniesiona w latach 1569–1580, głównie z funduszy Marcina Kromera. W czasach świetności miasta z wieży ratuszowej trębacz grał hejnał o poranku, w południe oraz wieczorem, w czasie zamykania bram miasta. Gdy miasto było zagrożone, trąbiono na alarm. Pierwsze informacje dotyczące hejnału i hejnalisty pochodzą z XVI w.
W 1523 roku zbudowano Dom Barianów-Rokickich, tzw. Starą Aptekę.
Tzw. Kromerówka została wzniesiona w 1519. Budynek ten tak naprawdę nigdy nie należał do Kromera. Został zbudowany dopiero w siedem lat po jego narodzinach. Kolejnym ważnym budynkiem jest Gród, wzniesiony w pierwszej połowie XVI w.

Herb Biecza

XV-wieczne pieczęcie miejskie przedstawiają wizerunek św. Piotra i św. Pawła w półfigurach. Między nimi znajdowała się majuskuła B. W XVII w. na pieczęci św. Piotr i św. Paweł znajdują się w pozycji stojącej, między nimi znajduje się duże B. Pieczęcie takie były używane jeszcze w XVIII w. Z nich powstał obecny herb Biecza, przedstawiający św. Pawła trzymającego miecz (po prawej) oraz św. Piotra trzymającego klucz do nieba (po lewej) na czerwonym tle. Między nimi znajduje się duża litera B, symbolizująca Biecz.
Biecz był miastem królewskim i twierdzą nadgraniczną. Był ośrodkiem terenowej władzy administracyjnej, sądowniczej i wojskowej od XII w. aż do 1783. Do powiatu bieckiego w XVII w. należało 11 miast i 264 wsie. W Bieczu znajdowały się trzy zamki i dwór królewski, wszystkie stanowiły rezydencje królewskie. Przebywali w nich wielokrotnie królowie z dynastii Piastów i Jagiellonów.
W 1228 Konrad mazowiecki potwierdził na zamku bieckim dokumentem ustną umowę o sprowadzeniu Krzyżaków do Polski.
W najtrudniejszym okresie walk o zjednoczenie Polski na bieckim zamku przebywał Władysław Łokietek wraz z całym dworem. Było to od września 1311 do kwietnia 1312. Stąd wzięła się tradycja, że Biecz wówczas był stolicą Polski.
Tutaj też co najmniej jedenastokrotnie przebywał szczególny dobroczyńca miasta Kazimierz Wielki, częstym gościem była także Jadwiga Andegaweńska. Aż 22 razy – jak wzmiankują źródła, podejmowano w Bieczu Władysława Jagiełłę. Tuż po śmierci Jadwigi w listopadzie 1401 Jagiełło zaręczył się w Bieczu z Anną Cylejską, wnuczką Kazimierza. W 1401 wydał w bieckim zamku pełnomocnictwo delegacji polskiej udającej się na zjazd w Szramowicach. W 1414 naradzał się w Bieczu z przeszło stuosobową grupą posłów, udającą się na sobór w Konstancji. W 1431 Władysław Jagiełło bawił w bieckim zamku jako osiemdziesięcioletni starzec.
W latach 1434–1447 w Bieczu gościła czterokrotnie królowa Polski Zofia Holszańska. Ostatni pobyt królewski w Bieczu wiąże się z osobą Jana Kazimierza. Mając zaufanie do miasta, które nie poddało się Szwedom, wracając w 1656 ze Śląska, przybył on do Biecza, gdzie w dowód wierności mieszczanie wręczyli mu pokaźną sumę pieniędzy oraz wiele srebrnych naczyń.
Gród był przez wiele stuleci ośrodkiem wymiany gospodarczej. Posiadał korzystne warunki rozwoju ze względu na skrzyżowanie dróg handlowych ze wschodu na zachód i z południa na północ.
Najbardziej ożywione stosunki handlowe łączyły Biecz z Węgrami. Na mocy przywileju z 1505 wydanego przez Aleksandra Jagiellończyka tranzyt towarów węgierskich został skierowany na drogę prowadzącą przez Biecz. Prócz żelaza, miedzi, ołowiu, soli i wełny przez miasto przewożono duże ilości wina węgierskiego. Już w drugiej połowie XIV w. Kazimierz Wielki pozwolił zbudować dwie piwnice przeznaczone do przechowywania wina. Początkowo handel winem nie przynosił wielkich korzyści dlatego, że trunek ten był dość drogi i mogła sobie na niego pozwolić jedynie magnateria. Z czasem wino węgierskie stało się bardziej pospolitym napojem. W istniejących do dziś piwnicach znajdowały się ogromne ilości beczek z winem, o czym świadczą liczne kontrole zapasów, np. 17 stycznia 1618 wynosiły one 331 beczek.
Z tytułu swej funkcji obronnej Biecz był zobowiązany tępić przejawy bezprawia na podległym sobie terenie. Utrapieniem byli beskidnicy, zbójnicy utrudniający m.in. handel winem. Na jednym z sejmów powołano nawet specjalny oddział, którego zadaniem było likwidowanie beskidników.
Biecz z powodu częstych napadów na kupców posiadał prawo miecza. Wyroki były zazwyczaj surowe – kara śmierci. Przed wymierzeniem kary często katowano więźniów, obdzierając ich ze skóry (zwykle darto kilka płatów). Po śmierci głowy skazańców wbijano na pal przed bramą miejską ku przestrodze innym. Zbójników, według tradycji, tracono na szubienicy, która jest ukazana na rycinie Hogenberga. Dziś w tym miejscu znajduje się stara kapliczka słupowa.
Kat biecki obsługiwał także okoliczne miasta. Według księgi rachunków z 1450 miasto wypożyczało kata za opłatą Jasłu, Rymanowowi, Dukli, Dębowcu, Rzeszowowi i Wojniczowi. Wynika z tego, że inne miasta, choć wydawały wyroki śmierci, nie posiadały prawa miecza.
„W okolicznych górach ukrywało się tylu opryszków, że w 1614 stracono ich 120. To zrodziło potrzebę powoływania ludzi do wykonywania wyroków i stąd Biecz stał się głośny na całą Polskę swoją szkołą katów”
| Ludność Biecza                      | Ludność Biecza | Ludność Biecza | Ludność Biecza | Ludność Biecza | Ludność Biecza |
| Rok                                 | Ludność        | Rok            | Ludność        |                |                |
| ----------------------------------- | -------------- | -------------- | -------------- | -------------- | -------------- |
| 1398                                | ok. 3000       | 1921           | 3673           |                |                |
| poł. XVI w.                         | ok. 3700       | 1931           | 4055           |                |                |
| 1626                                | ok. 1617       | 1939           | 4268           |                |                |
| 1695                                | ok. 1030       | 1944           | 5973           |                |                |
| 1784                                | 1783           | 1946           | 3947           |                |                |
| 1815                                | 1770           | 1958           | 4066           |                |                |
| 1850                                | 2330           | 1972           | 4145           |                |                |
| 1880                                | 2930           | 1991           | 4005           |                |                |
| 1900                                | 3180           | 1996           | 4965           |                |                |
| 1914                                | 3825           | 2006           | 4648           |                |                |
| Źródło: T. Ślawski, Biecz i okolice |                |                |                |                |                |

Szkoła katów powstała prawdopodobnie tylko w umyśle XIX-wiecznego autora, legenda o niej błyskawicznie się jednak przyjęła i trwa do dzisiaj. Teoria o istnieniu szkoły katów byłaby możliwa, skoro Biecz wypożyczał kata sąsiednim miastom. Kat był jednak rzemieślnikiem, a w średniowieczu w ogóle nie było szkół rzemieślniczych, co ową teorię podważa.
W Bieczu szybko rozwijały się handel i rzemiosło. Już w XIV w. występowało tu 30 rodzajów rzemiosł. Najliczniej reprezentowane były sukiennictwo i płóciennictwo. W 1589 r. działało w mieście 94 mistrzów cechowych, a w pierwszej połowie XVII w. ich liczba sięgała już 150. Oprócz dwóch wyżej wymienionych specjalności liczni byli w tym czasie szewcy, siodlarze, krawcy, kowale, a okresowo również piwowarowie.
Wraz z rozwojem gospodarczym miasta rozwijała się kultura materialna i umysłowa. W 1528 oddano do użytku nowy budynek szkolny. W XV w. i XVI w. na Akademii Krakowskiej studiowało ok. 150 bieczan. Większość, po ukończeniu studiów wracała do Biecza.
Wraz z rozwojem miasta wzrastała także liczba jego mieszkańców. W początkach panowania Kazimierza Wielkiego parafia biecka, wraz z Dominikowicami, Kobylanką i Libuszą, liczyła 522 osoby. Liczba ta jest stosunkowo niewielka w porównaniu z danymi zawartymi w najstarszej księdze sądowniczej Biecza z lat 1388–1398. Z różnych zapisków w tej księdze, zawierających niepełny spis osób reprezentujących głowy rodzin, udało się w okresie 10 lat ustalić 515 nazwisk. Biorąc pod uwagę, że rodzina w tym czasie składała się przeciętnie z 6 osób, można wyprowadzić wniosek, że Biecz wraz z przedmieściami liczył ponad 3 tys. mieszkańców. Należy zaznaczyć, że w największych miastach w Polsce liczba mieszkańców nie przekraczała wówczas 10 tys.
Z biegiem lat liczba ludności miasta wahała się znacznie w związku z nawiedzającymi je klęskami elementarnymi. I tak bardzo groźna okazała się zaraza, która grasowała w Bieczu od 25 sierpnia do grudnia 1543 r., której ofiarą padło 1130 osób. Jeszcze groźniejsza była zaraza z 1572 r., która pochłonęła w mieście 1500 ofiar. Kolejna fala „morowego powietrza” nawiedziła Biecz 17 lipca 1622 r. i trwała do 9 lutego 1623 r. Nieznane są straty w ludziach, wiadomo jednak, że opustoszało wówczas 20 domów w mieście i 18 na przedmieściach. Następna zaraza, z 1652 r., pozostawiła w mieście 17 pustych domów, a na przedmieściach 32 domy. Tym niemniej w drugiej połowie XVI w. (być może tuż przed zarazą z 1572 r.) stan ludności Biecza wraz z rozległymi przedmieściami wynosił ok. 3700 osób, a w pierwszej połowie XVII w. w samym mieście mieszkało ok. 1800 osób.

Biecz około 1617 na rycinie z dzieła Georga Brauna i Franza Hogenberga

Wygląd miasta z czasów jego świetności znamy jedynie z nielicznych przedstawień. Pierwszą panoramę Biecza przedstawili w 1617 r. Georg Braun i Franz Hogenberg. Kolejnym znanym dziełem przedstawiającym miasto jest miedzioryt Widok ogólny Biecza J. Jansona zamieszczony w Regni Poloniæ Ducatus Lituaniæ novissima descriptio z 1659. W 1655 r. Szymon Starowolski opisał w Monumenta sarmatorum szereg epitafiów z kościoła parafialnego.

### Upadek miasta

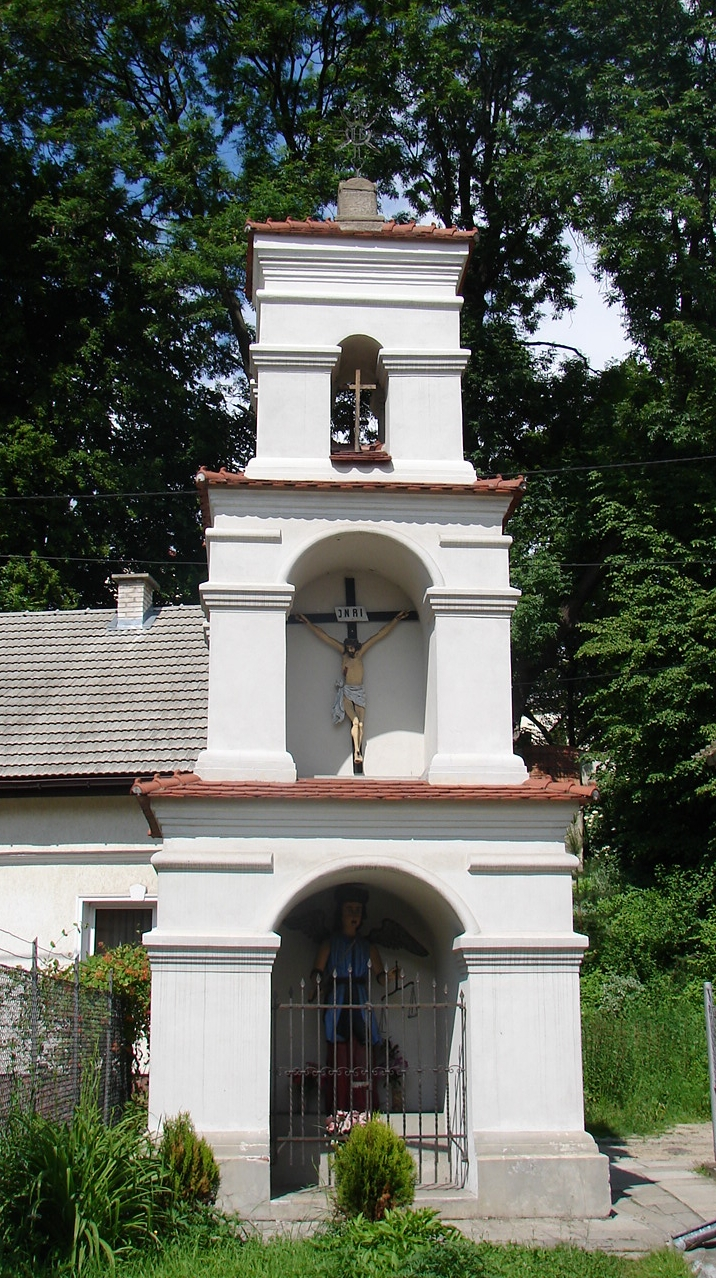
Kapliczka św. Michała Archanioła zbudowana na pamiątkę wielkiej zarazy w 1721

Od połowy XVII w. miasto, w wyniku licznych klęsk naturalnych, stacjonowania wojsk oraz zmiany dróg handlowych, zaczęło podupadać. Dalszego spustoszenia dokonał potop szwedzki i najazd wojsk siedmiogrodzkich Jerzego II Rakoczego w 1657 r., o których mówi kronika klasztorna:
„...pragnąc usunąć wszelkie przeszkody do odparcia wroga spalono i zrównano z ziemią wszystkie domy mieszkalne, gospodarstwa chłopskie wraz ze swymi zabudowaniami z wielką krzywdą i uciemiężeniem biedaków oraz duży szpital, co więcej 3 drewniane kościoły znajdujące się przy ogrodzie naszego klasztoru, św. Mikołaja, św. Krzysztofa i Najświętszej Maryi Panny i wszystkie budynki wokoło miasta na przedmieściu.”
Do upadku miasta przyczyniła się również grasująca przez cały 1662 r. zaraza, która pochłonęła ponad 600 ofiar. Przedstawiony przez władze miasta „Regestr gołych placów z 1671 roku tak w mieście króla J.M. Bieczu, jako i na przedmieściu bieckim (...)” wyliczał w mieście pustych placów 26 i domów niezamieszkałych 15 oraz 20 domów opustoszałych na przedmieściu. Liczba mieszkańców spadła po 1662 r. do 462 osób i dopiero pod koniec XVII w. wzrosła do 936. Według rejestrów poborowych w 1629 r. było w Bieczu 1088 rzemieślników i komorników przeznaczonych do służby wojskowej, natomiast w drugiej połowie XVII w. – tylko 491.
W 1709 r. nawiedziła miasto kolejna zaraza, a w 1721 r. – następna. Szczególnie druga z nich okazała się tragiczna: pozostało po niej w Bieczu niewiele ponad 30 mieszkańców, z czego część przywędrowała już po zarazie. Na pamiątkę tej klęski zbudowano kapliczkę św. Michała.
Powoli zaczął także podupadać handel winem. Znaczne zmniejszenie zapasów wina nastąpiło w połowie XVII w. Później handel winem był prowadzony na bardzo małą skalę, aż w końcu całkowicie zanikł.

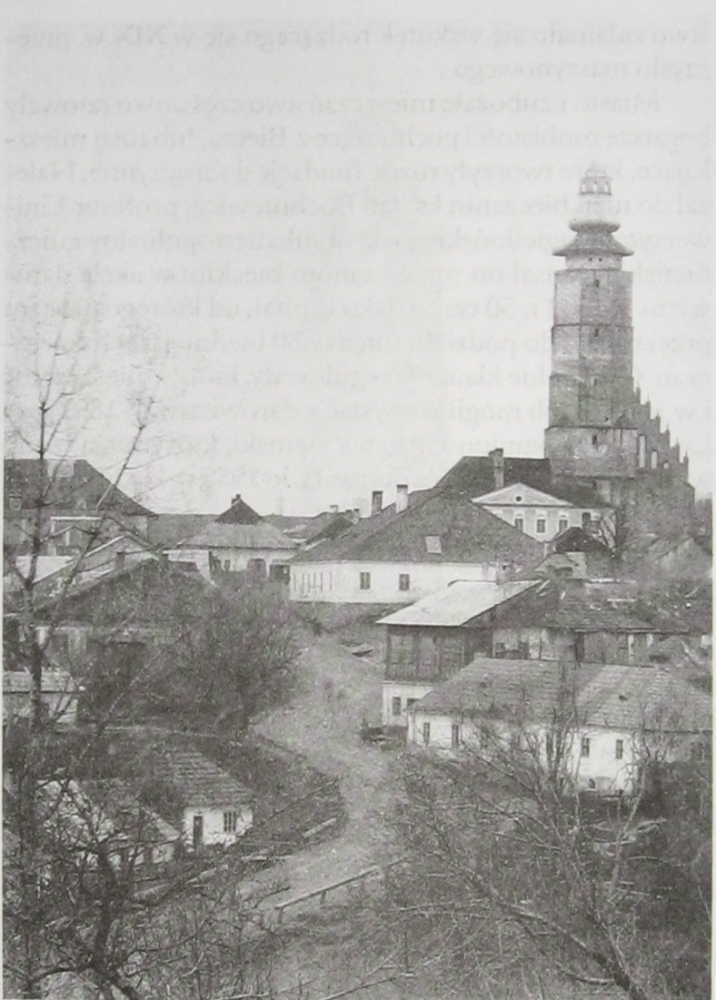
Wjazd do Biecza od wschodu w 1900

4 kwietnia 1770 w Bieczu nocował Kierkor, komendant oddziału konfederatów złożonego ze stu jeźdźców. Następnego dnia wyruszył on w kierunku Siepietnicy przeciw wojskom rosyjskim pod dowództwem Iwana Drewicza. Wskutek wielkiej przewagi wojsk rosyjskich Kierkor wycofał się, a Drewicz w pogoni za konfederatami zajął Biecz, plądrując domy i kościoły. Zrabowano wtedy wiele kosztowności i cennych ksiąg.
Całkowity kres świetności miasta nastąpił wraz z I rozbiorem Polski, kiedy Biecz znalazł się w zaborze austriackim, głównie na skutek dokonanych przez zaborcę zmian administracyjnych. W 1783 nastąpiła likwidacja powiatu bieckiego. Z tego powodu w latach 1815–1840 rozebrano wschodnią część budynku ratusza.
W 1787 w Bieczu istniało już tylko 8 cechów, z których najlepiej prosperowało tkactwo – w mieście istniało prawie 30 warsztatów. Ważnym rzemiosłem było szewstwo, prosperujące w 14 warsztatach. W niedługim czasie jednak i te rzemiosła zanikły, ustępując miejsca szybko rozwijającemu się przemysłowi maszynowemu.
W 1776 Habsburgowie sprzedali miasto rodzinie Siemieńskich (hrabiemu Wilhelmowi Siemieńskiemu herbu Dąbrowa (1732-1802), właścicielowi Zarszyna, Ropy i Magierowa, z którego własność przeszła na Wilhelma Stanisława Siemieńskiego (1827-1901) – szambelana austriackiego, członka Izby Panów), na skutek czego utraciło ono status królewski. Początkowo zyskało dzięki temu pewną stabilizację. W 1783, w związku z wprowadzeniem przez zaborcę nowego podziału administracyjnego, zlikwidowano sądownictwo grodzkie, co ostatecznie przesądziło o upadku ostatniego zamku bieckiego. Działalność zaborców, utrudniająca łączność między poszczególnymi zaborami, wpłynęła negatywnie na gospodarkę. Zerwane zostały tradycyjne kontakty handlowe z Węgrami. Połowiczne środki w postaci licznych fundacji nie zapobiegły upadkowi miasta.

### Lata 1850–1914
Pod koniec XIX w. nastąpiło ożywienie gospodarcze. W okolicach Biecza zaczął rozwijać się przemysł petrochemiczny, co przyczyniło się do powstania kilku fortun. W 1879 wykonano pierwszy szyb naftowy w Bieczu w dzielnicy Harta, w północno-zachodniej części miasta. Miasto przed upadkiem częściowo ratowały także bogatsze osobistości bieckie. Jednym z dobroczyńców był ksiądz Jan Bochniewicz, który zakładając fundację, zapisał mieszczanom bieckim 50 000 zł jako kapitał, od którego procent przeznaczył do podziału między 50 biedniejszych mieszkańców. Fundacja ks. Bochniewicza przetrwała do 1958. W 1816 fundację utworzył Michał Krzemiński, w myśl której procent został przeznaczony jako posag po 50 zł dziewczętom-sierotom bieckim wychodzącym za mąż. Kolejną fundację otworzył Józef Tumidajski.

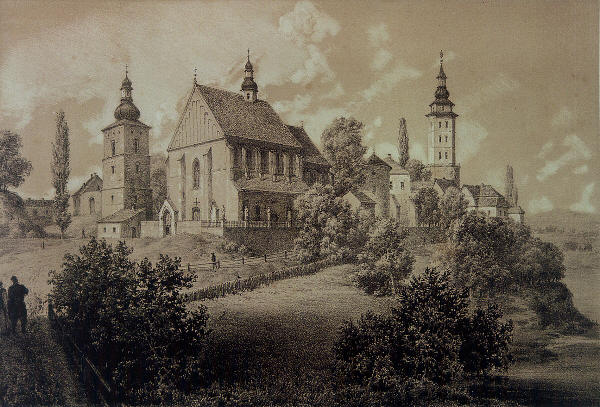
Maksymilian Fajans, Biecz nad rzeką Ropą, 1875 – 1883

Rozwój gospodarczy i napływ kapitału do Biecza wpłynął korzystnie na poprawę wielu dziedzin życia. W 1882 powstała kolej w Bieczu. W 1889 zbudowano budynek dla Towarzystwa Wzajemnego Kredytu. Powoli odradzało się szkolnictwo i życie kulturalne miasta. W 1891 zbudowano nową szkołę za kościołem parafialnym (obecnie jest to Zespół Szkół nr 2). W 1912 zakończono też budowę szkoły żeńskiej. W 1898 powstała Czytelnia Ludowa im. Tadeusza Kościuszki, która stała się ośrodkiem życia kulturalnego Biecza, skupiając w swoich szeregach wielu wybitnych działaczy i miłośników miasta.
Wiek XIX przyniósł korzystne zmiany w dziedzinie działalności konserwatorskiej i ochrony zabytków. To wówczas Biecz stał się celem zainteresowań wielu historyków sztuki, profesorów krakowskich uczelni i przede wszystkim konserwatorów. W Bieczu przebywał m.in. Jan Matejko, który przedstawił w 1866 na rycinie domy w północnej pierzei Rynku. Stanisław Wyspiański wykonał tu liczne rysunki, stworzył również projekty polichromii (niezrealizowane) i witraży do kolegiaty pw. Bożego Ciała. Bieczem interesowali się także inni malarze, m.in. Tadeusz Rybkowski, Józef Mehoffer czy Helena Krajewska. Biecz stał się też tematem wiersza Mirona Białoszewskiego pt. Średniowieczny gobelin o Bieczu.
12 maja 1903 wybuchł wielki pożar w Bieczu, w wyniku którego spłonęła niemal połowa miasta:
„Prócz 20 sklepów żydowskich zgorzało doszczętnie 30 domów katolickich, urząd podatkowy, apteka, nowo zbudowana bożnica żydowska, budynek sądowy w dawnym ratuszu na środku rynku pomieszczony, przy czym spłonęła również i starożytna wieża ratuszowa – 600 przeszło ludzi znalazło się nagle bez dachu...”
Wkrótce po pożarze została założona Czytelnia Ludowa im. Tadeusza Kościuszki z bogatym, liczącym około 8 tysięcy tomów, księgozbiorem. W czerwcu 1903 utworzono w Bieczu Oddział Abstynentów Eleuteria. W 1908 powstało Bieckie Kółko Rolnicze, założono Składnicę Kółek Rolniczych i sklep Kółka Rolniczego. 28 sierpnia 1911 powstała drużyna skautowa przekształcona z drużyn bartoszowych.

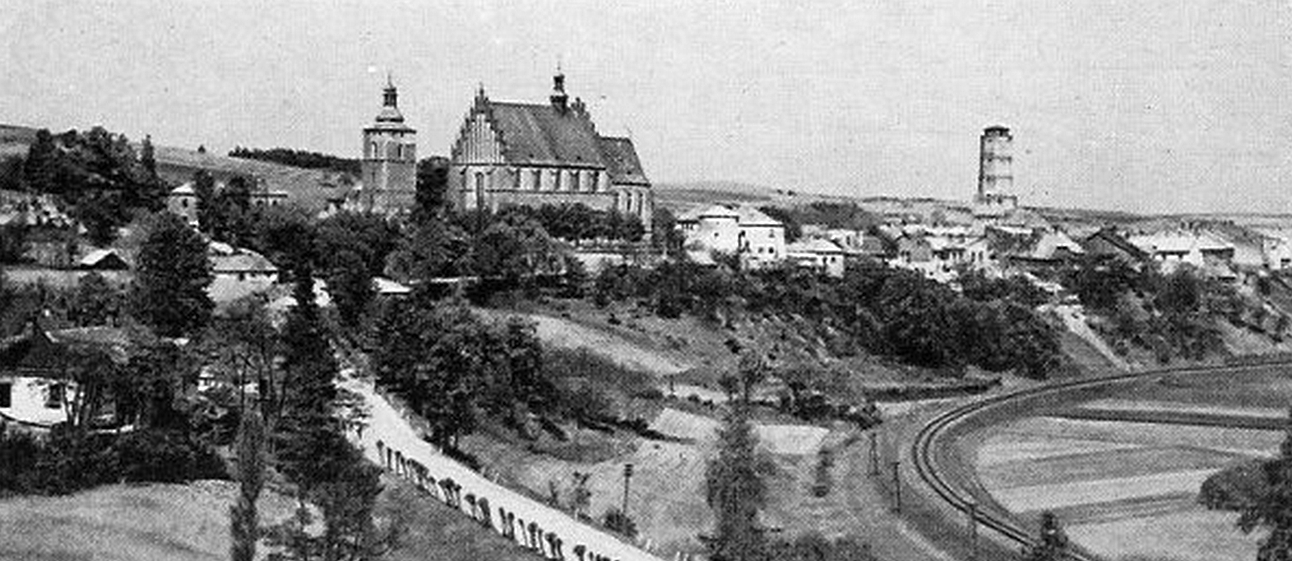
Biecz około 1905 po wielkim pożarze miasta

### Wojny światowe

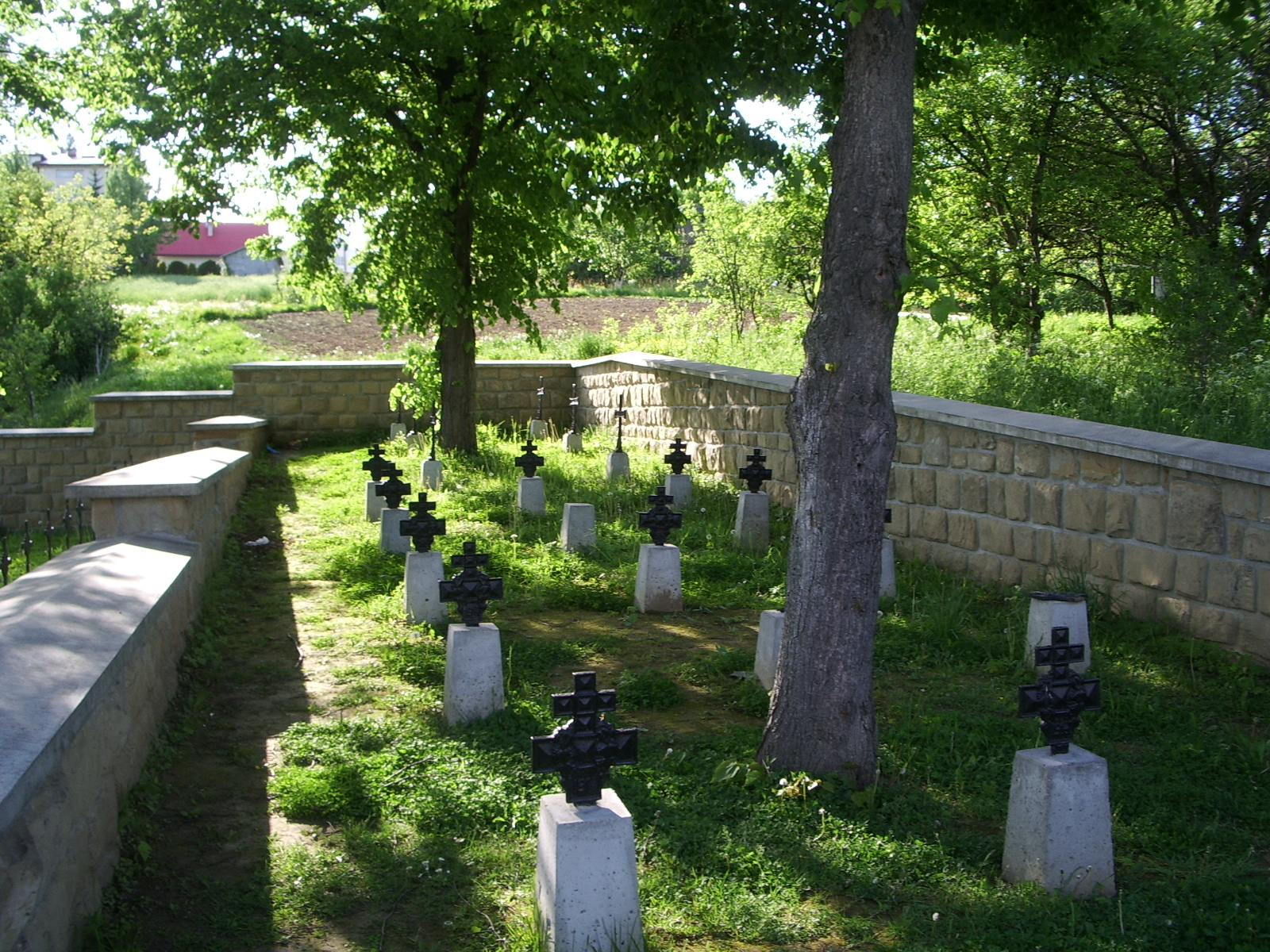
Cmentarz nr 106

I wojna światowa nie wyrządziła większych szkód miastu. Śladem wojennych wydarzeń są jednak liczne cmentarze zlokalizowane na terenie gminy Biecz, gdzie pochowani są polegli w czasie bitwy pod Gorlicami.
W Bieczu istnieje 5 cmentarzy z okresu I wojny światowej:
- cmentarz nr 105 na Harcie, przy drodze na cmentarz komunalny,
- cmentarz nr 106 na ul. Bochniewicza, przy kościele parafialnym, niedawno remontowany,
- cmentarz nr 107 na przedłużeniu ul. Tysiąclecia, znajdował się przy kirkucie i składał się z trzech grobów. Został zniszczony w czasie II wojny światowej wraz z kirkutem,
- cmentarz nr 108 przy klasztorze oo. Franciszkanów,
- cmentarz nr 109 przy ul. Parkowej.

W dwudziestoleciu międzywojennym Biecz ponownie zaczął się rozwijać. W lutym 1920 założono Związek Młodzieży Polskiej. W 1933 ożywioną działalność prowadzi Oddział Związku Strzeleckiego. Powstałe w 1938 Towarzystwo Przyjaciół Biecza zaczęło organizować życie kulturalne miasta. W stosunkowo krótkim czasie jego działalności doprowadzono do powstania Muzeum Ziemi Bieckiej.
W 1934 miała miejsce wielka powódź w Bieczu. Woda zalała nasypy kolejowe i wszystkie domy położone w dolinie Ropy. Takiej powodzi nie pamiętali najstarsi mieszkańcy miasta.
Wybuch kolejnej wojny położył kres wszelkim przejawom życia kulturalnego. W czasie tej wojny księgozbiór Czytelni Ludowej uległ całkowitemu rozproszeniu. Zniszczeniu uległy też liczne obiekty kulturalne oraz gospodarcze. Po zajęciu Biecza przez wojska niemieckie 7 września 1939 prawie natychmiast zaczęły się prześladowania miejscowej ludności, głównie pochodzenia żydowskiego. Zajęto synagogę wraz z dobudowanym w 1937 roku od podwórza budynkiem, w którym utworzono tymczasowo magazyn i kino. W październiku 1940 utworzono na terenie Biecza getto, w obrębie którego w lipcu 1942 znalazło się ok. 1700 osób. W latach 1942–1943 hitlerowcy dokonywali tutaj licznych egzekucji na Żydach. Na skutek przesiedleń m.in. z Jasła i Łodzi Biecz w 1944 liczył aż 5973 mieszkańców.
W Bieczu i okolicach działał silnie rozwinięty ruch oporu – Armia Krajowa i Bataliony Chłopskie, dokonywane były liczne akcje zbrojne i sabotażowe. Duże znaczenie miała drużyna harcerska założona w 1911. Wielu harcerzy oddało życie za Polskę w I i II wojnie światowej.

### Biecz po II wojnie światowej
Po wojnach oblicze Biecza zaczęło się zmieniać. Po wyzwoleniu przystąpiono do odbudowy szkolnictwa – powstało gimnazjum, liceum ogólnokształcące i zespół szkół zawodowych. W 1949 została założona biblioteka publiczna, a w 1953 muzeum regionalne. Z początkiem 1972 oddano do użytku hotel i restaurację. Rok później rozpoczęto budowę bloków spółdzielczych. W 1975 oddano do użytku nowy obiekt ośrodka zdrowia. W 1980 otworzono przedszkole publiczne. W latach 80. oddano pod budowę domków jednorodzinnych 150 działek na ulicach Skłodowskiej, królowej Jadwigi (wtedy jeszcze ulica Proletariatu) i Słonecznej.

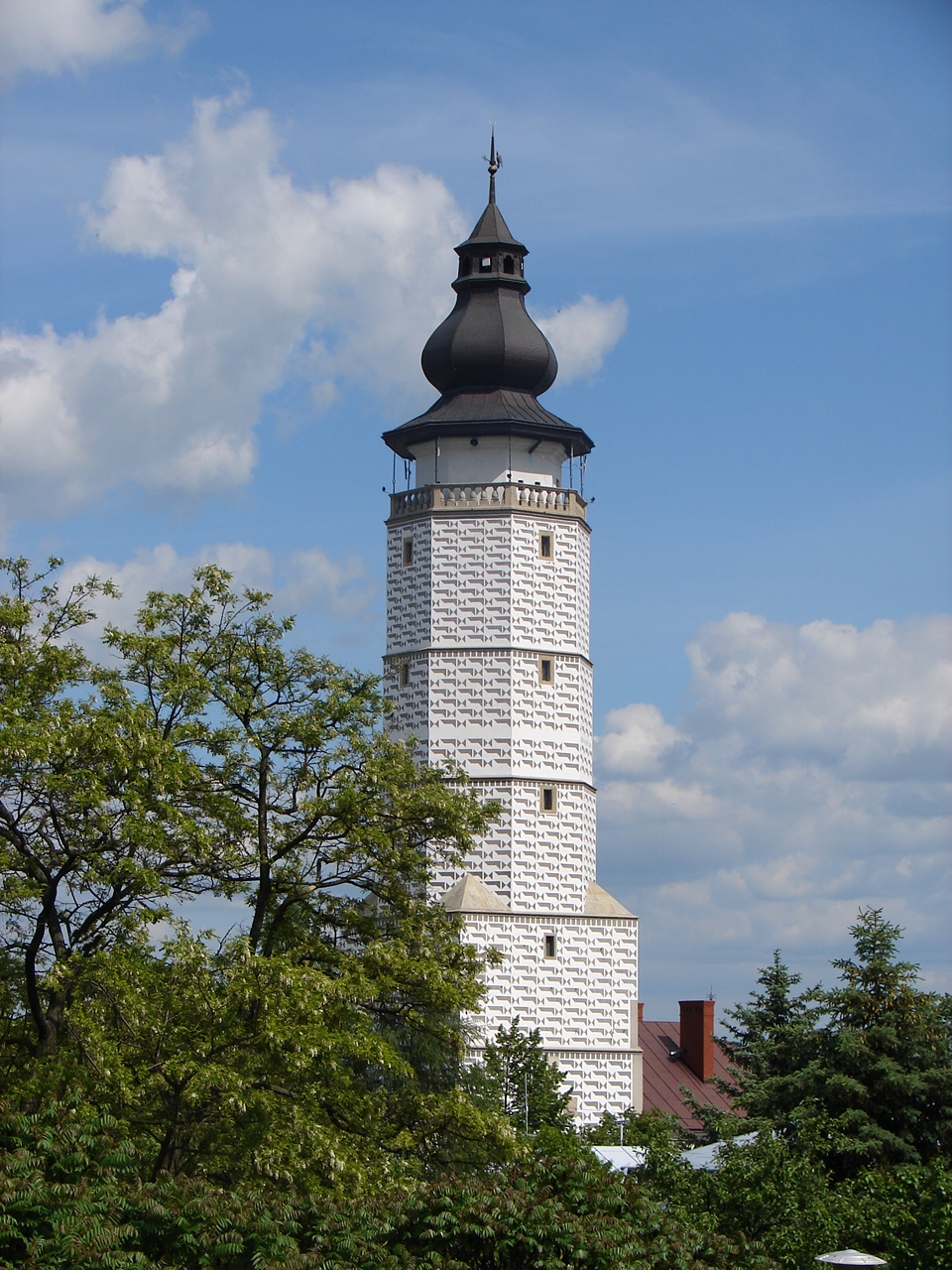
Biecka wieża ratuszowa po konserwacji sgraffita

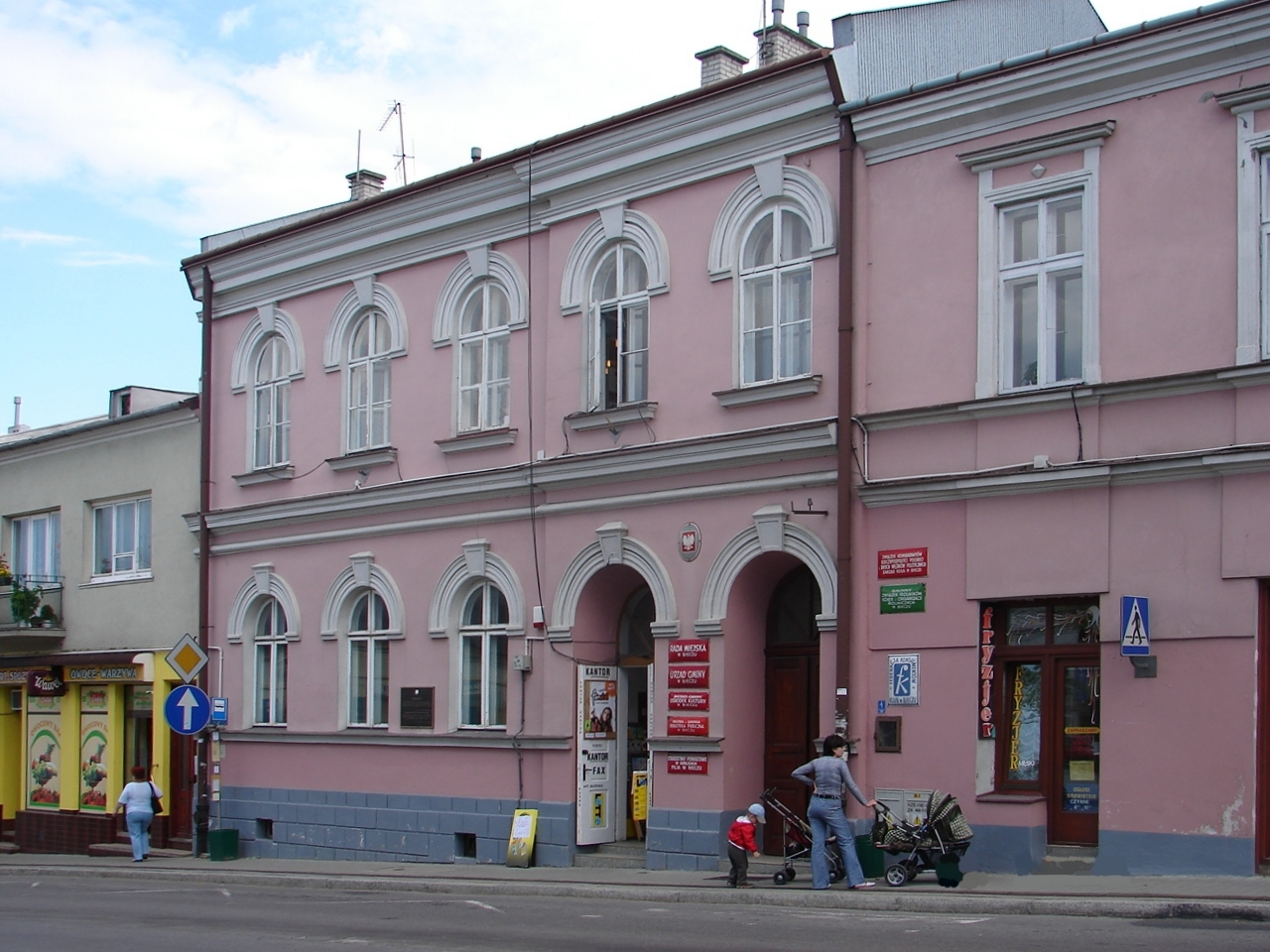
Dawna Synagoga biecka, obecnie biblioteka miejska

Wiele zrobiono na polu ochrony zabytków. W latach 1950–1953 zabezpieczono i wzmocniono wieżę ratuszową, której hełm w 1998 pokryto blachą miedzianą. W kościele parafialnym poddano renowacji oraz zakonserwowano stalle, ołtarz wraz z obrazem, drzewo genealogiczne Najświętszej Maryi Panny, figury na belce tęczowej, pulpit muzyczny i wiele innych. W 1963 rozpoczęto konserwację murów obronnych. W tym roku także tzw. Stara Apteka przeszła w ręce Miejskiej Rady Narodowej. W latach 1965–1966 przeprowadzono remont Kromerówki. W 2000 zakonserwowano sgraffito na wieży ratuszowej. Zakonserwowano także dekorację sgrafittową na dzwonnicy. Zadbano o całą architekturę Biecza.
W 1955 na wieży ratuszowej wmurowano pamiątkową tablicę poświęconą setnej rocznicy śmierci Adama Mickiewicza. W latach 70. wybudowano pomnik poświęcony harcerzom poległym w wojnach światowych, który pod koniec XX w. został gruntownie przebudowany. W 1989, w 400. rocznicę śmierci Marcina Kromera ufundowano pomnik z jego popiersiem, postawiony na placu nazwanym jego imieniem. Natomiast w 1992 roku wmurowano tablicę z popiersiem Jana Pawła II w wieży ratuszowej, którą odwiedził jeszcze jako biskup krakowski.
W 1992 rozebrano renesansową bramę kościoła Bożego Ciała. W latach 90. zostało także rozebrane gumno użytkowane przez korzystających z fundacji ks. Jana Bochniewicza.

### XXI wiek
Nadal prowadzone są prace konserwatorskie. W 2000 odnowiono XV-wieczną dzwonnicę. W 2002 wykonano ołtarz soborowy z płaskorzeźbą Ostatniej Wieczerzy do centralnej części prezbiterium kościoła Bożego Ciała. W 2004 odnowiono, również w tym kościele, ołtarz św. Teresy z Avilla. W 2005 została odnowiona także belka tęczowa. W marcu 2001 w sądzie została zarejestrowana Fundacja na Rzecz Szpitala Ubogich im. św. Jadwigi Królowej w Bieczu i rozpoczęła się akcja na rzecz ratowania gotyckiego szpitala św. Jadwigi. Już w 2004 przystąpiono do prac remontowo-konserwatorskich.
Obecnie w Bieczu nadal prowadzi się prace konserwatorskie, m.in. właśnie przy szpitalu św. Jadwigi, oraz remontowana jest kamienna kapliczka związana jedną z legend bieckich.
21 kwietnia 2005 postanowiono ponownie odgrywać biecki hejnał. Został on odtworzony z przedwojennych zapisków, na prośbę Towarzystwa Przyjaciół Biecza i Ziemi Bieckiej. Od dnia 29 czerwca ponownie można go usłyszeć z wieży ratuszowej.
Biecz staje się coraz atrakcyjniejszym turystycznie miastem. W dniach 20–21 maja 2006 m.in. w Bieczu odbywały się VIII Małopolskie Dni Dziedzictwa Kulturowego. 8 czerwca 2006 miały miejsce uroczystości związane ze sprowadzeniem relikwii Świętej Jadwigi Królowej oraz nadaniem jej Honorowego Patronatu Miasta i Gminy Biecz. Po sprowadzeniu relikwii w Oratorium Królowej Jadwigi zorganizowano wystawę jej poświęconą. Poprowadzono także Szlak Królowej Jadwigi, wiodący przez miasto i wiejskie ścieżki, którymi prawdopodobnie chadzała królowa. Główną atrakcją są źródełka nazwane imionami najbliższych królowej Jadwigi: Kazimierz, Elżbieta, Władysław oraz Bonifacja. Natomiast 26 sierpnia 2006 roku Biecz odwiedziły dwie ekipy TVP3 Kraków. Biecz jako jeden z ośmiu miast województwa małopolskiego został wytypowany do udziału w finale konkursu „Wielkie Odkrywanie Małopolski”.
We wrześniu 2005 powstał pomysł budowy obwodnicy na drodze krajowej nr 28. 1 lutego 2007 został rozstrzygnięty przetarg na budowę. Oferta zwycięskiej firmy, SKANSKA SA, opiewała na kwotę prawie 100 milionów zł. Prace przy budowie rozpoczęto 17 maja 2007. 16 października 2008 oficjalnie otwarto biecką obwodnicę.
1 lipca 2007 obchodzono 750-lecie lokacji miasta na prawie magdeburskim. W programie imprezy znajdowały się m.in. występy zespołów tanecznych, muzycznych i teatralnych oraz wykłady znawców historii.

## Historia Żydów w Bieczu
Ludność żydowska na terenie Biecza pojawiła się stosunkowo późno. Biecz jako miasto królewskie, uzyskało w 1569 przywilej de non tolerandis Judaies, zakazujący Żydom handlu w dni targowe oraz wprowadzający całkowity zakaz osadnictwa żydowskiego w mieście. Mimo obowiązującego zakazu polityka Bieczan w stosunku do Żydów uległa zmianie i w 1765 Biecz zamieszkiwało 31 wyznawców judaizmu; liczba ta wzrosła w 1780 do 48.
W rynku większość sklepów i przedsiębiorstw należało do ludności żydowskiej. Wskazuje na to spis szkód pożaru w 1903, kiedy spłonęło 20 żydowskich domów mieszkalnych i 30 katolickich, oraz synagoga wraz z biblioteką. Biecz ucierpiał znacznie w wyniku I wojny światowej. Żydzi współpracowali w tym okresie z katolikami przy niwelowaniu skutków nędzy i głodu w mieście. Wraz z pojawieniem się żołnierzy generała Hallera i wzrostem liczby ludności żydowskiej wśród mieszkańców pojawiły się jednak postawy antysemickie.
W czasie II wojny światowej, w latach 1942–1943 hitlerowcy dokonywali tutaj licznych egzekucji. 15 sierpnia 1942 na rynku zamordowano ponad 250 Żydów. W październiku 1940 utworzono na terenie Biecza getto, w obrębie którego w lipcu 1942 znalazło się ok. 1700 osób. Uległo ono likwidacji w połowie 1942; większość Żydów została wywieziona do innych gett m.in. w Auschwitz-Birkenau. Zniknęła całkowicie ludność żydowska. Jedynymi śladami po Żydach są obecnie kirkut żydowski i pozostałości po Synagodze.

## Przynależność administracyjna Biecza
Przynależność do jednostek administracyjnych od czasów najstarszej znanej wzmianki:
- do 1025 – Księstwo Polskie
- 1025–1031 – Królestwo Polskie
- 1031–1076 – Księstwo Polskie
- 1076–1079 – Królestwo Polskie
- 1079–1295 – Księstwo Polskie
- 1295–1296 – Królestwo Polskie
- 1296–1300 – Księstwo Polskie
- 1300–1306 – Królestwo Polskie
- 1306–1320 –  Księstwo Polskie
- 1320–1386 –  Zjednoczone Królestwo Polskie, województwo krakowskie, powiat biecki (powiat utworzony w II poł. XIV w.)
- 1386–1569 –  Korona Królestwa Polskiego, województwo krakowskie, powiat biecki
- 1569–1772 –  Rzeczpospolita,  Korona Królestwa Polskiego, prowincja małopolska, województwo krakowskie, powiat biecki
- 1772–1804 –  Monarchia Habsburgów, Królestwo Galicji i Lodomerii, okręg krakowski
- 1804–1867 –  Cesarstwo Austrii, Królestwo Galicji i Lodomerii, okręg krakowski
- 1867–1918 –  Austro-Węgry, Królestwo Galicji i Lodomerii, okręg krakowski
- 1918–1919 –  Republika Polska
- 1919–1939 –  Rzeczpospolita Polska, województwo krakowskie, powiat gorlicki
- 1939–1945 –  Rzesza Niemiecka, Generalne Gubernatorstwo, Dystrykt krakowski, powiat jasielski (okupacja wojenna)
- 1945–1952 –  Rzeczpospolita Polska, województwo rzeszowskie, powiat gorlicki, gmina Biecz
- 1952–1975 –  Polska Rzeczpospolita Ludowa, województwo rzeszowskie, powiat gorlicki, gmina Biecz
- 1975–1989 –  Polska Rzeczpospolita Ludowa, województwo krośnieńskie, gmina Biecz
- 1989–1998 –  Rzeczpospolita Polska, województwo krośnieńskie, gmina Biecz
- od 1999 –  Rzeczpospolita Polska, województwo małopolskie, powiat gorlicki, gmina Biecz